# Kolchis
Kolchis (georgisk: კოლხეთი, k'olxeti, oldgræsk: Κολχίς) var et gammelt georgisk kongedømme og en region
i den vestlige del af nutidens Georgien, som spillede en vigtig rolle i den etniske og kulturelle dannelsen af den georgiske nation og dens undergrupper.
Som en georgisk statsdannelse, bidro Kolchis betydelig i udviklingen af middelalderens georgiske statsdannelse, efter at have oprettet en union med Kaukasisk Iberia (Kongedømmet Iberia).
Benævnelsen kolshisianere anvendes også som fællesbenævnelse på de tidlige georgiske stammer, som befolkede østkysten af Sortehavet.
I græsk mytologi var Kolchis hjemlandet til aietene og medeia, argonautenes rejsemål, såvel som det mulige hjemlandet til amazonerne. Kongedømmets område omfatter i dag de georgiske provinser; Abkhasien, Mingrelia, Svaneti, Racha, Imereti, Guria, Adjarien, Rize, Trabzon, Artvin og de tyrkiske provinser.
Kolshisianerne beboede muligvis Kaukakus i midten af bronzealderen.